# گنکی ناگاساتو
گنکی ناگاساتو (انگلیسی: Genki Nagasato؛ زادهٔ ۱۶ دسامبر ۱۹۸۵) بازیکن فوتبال اهل ژاپن است.
از باشگاه‌هایی که در آن بازی کرده‌است می‌توان به باشگاه فوتبال توکیو، باشگاه فوتبال توکیو وردی، باشگاه فوتبال آویسپا فوکوئوکا، و باشگاه فوتبال راتچابوری اشاره کرد.